# Království Dagbon
Království Dagbon (případně Dagomba) je jedno z nejstarších a nejvíce organizovaných tradičních království Ghany, které založili Dagombové v 11. století. V průběhu své existence se rozpínalo přes různou část severních oblastí dnešní Ghany. Od vyhlášení nezávislosti Ghany v roce 1957 si království Dagbon, stejně jako ostatní tradiční oblastní království, drží specifickou zvykovou roli.
Místní orální historie říká, že království založil válečník Tohazie kolem roku 1250, který měl do oblasti dorazit již v 11. století, když se účastnil tažení od Čadského jezera. V 18. století bylo hlavní město království přesunuto do Yendi. V téže době do království pronikl islám a začala etapa čilého obchodu s okolními státními útvary.
V roce 1888 bylo území království rozděleno mezi Německé císařství a Britské impérium a v roce 1899 bylo včleněno do německého Togolandu a britského Zlatonosného pobřeží. Část začleněná do Zlatonosného pobřeží získala nezávislost v roce 1957, kdy vznikla Ghana.
Přibližně od dvacátých let 20. století jsou pro království typické spory o nástupnictví, které často podněcovali Britové a Němci. Tyto imperiální zásahy spolu s koloniálním drancování zdrojů zemi poznamenaly dodnes. Například král Yakubu Andani II, který království vládl od roku 1974 byl v rámci mocenských sporů v roce 2002 zabit při atentátu. Království je dnes rozděleno na vesnice, které vedou náčelníci, přičemž královský dvůr je stále v Yendi. Zdejší označení pro krále je Ya Naa.

## Historie
Původní království Dagbon, existující mezi 15. a 17. století, je zachováno v orální historii, zejména v písních. Spolehlivější zmínky, z vnějších zdrojů, jsou doloženy až od 18. století.
Původ království sahá do 11. století. V orální historii, zejména v písních, se zachoval řada jmen bájných králů, bitev a zmínek o založení království. Příbehy vypráví o válečníkovi Tohazhie, který se od Čadského jezera vydal s malou družinou mužů do oblasti Zamfara (v dnešní Nigérii) a následně až do říše Mali, kde se oženil s dvěma dcerami tamního krále. Jeho syn Kpogonumbo byl během bojů se Songhajskou říší zatlačen na jih, kde se chopil moci nad územím Gourma (část dnešní Burkina Faso). Kpogonumbův syn Naa Gbewaa odešel do dnešní oblasti Pusigy (severovýchod Ghany), kde se stal vládcem. Po něm vládu převzal jeho syn Zirili. To vedlo ke sváru s jeho mladšími bratry, kterými byli Tohagu, Shitobu a Gmantamb. Ti proto cestovali do okolních oblastí a podmanili si každý své teritorium.
Gbewaaův syn Sitogu se přesunul o něco jižněji k dnešnímu městu Karaga, kde spojil zdejší menší kmeny (např. Konkomba, Nafeba, Basare nebo Chamba) a založil státní útvar Dagbon a přijal královský titul Ya Naa, který znamená „silný král“. V 15. století se k moci dostal jeho syn Naa Nyagsi, který se vydal na řadu válečných tažení a podmanil si okolní kmeny. Centrem království se stalo Yani Dabari (blízko dnešního města Tamale). Naa Nyagsi utvrdil celistvost království, když do dobytých území dosadil jako místní správce své příbuzné.
Kolem roku 1700 bylo z důvodu vpádů etnika Gonja centrum království přesunuto do města Yendi. Válka skončila až roku 1713, kdy král Naa Zangina zvítězil. Naa Zangina je současně považován za prvního krále Dagbonu, který přijal islám a výrazně rozvinul obchod. V této době na královském dvoře začal růst vliv muslimských etnik Hausů a Dyulů. Přijetí islámu znamenalo otevření obchodu s muslimskými státy, jako byly Fezzán, Egyptský ejálet a Beninská říše. Kulturně se království navázalo na Mossijská království, se kterými obchodovalo s přírodními zdroji, ale i s otroky. V polovině 18. století bylo království Dagbon podrobeno Ašantskou říší, ve které se stalo vazalem.
V 19. století se oblast stala sporem v kolonialistickém úsilí Německého císařství a Britského impéria. V roce 1888 si ho tyto dvě velmoci po dohodě rozdělily. V roce 1896 vedli Němci válku s královstvím Dagbon, během které padlo okolo 7000 Dagombů. Ti byli oproti Němcům velmi špatně vyzbrojeni. V roce 1899 bylo území zcela dobyto a rozděleno do německého Togolandu a britského Zlatonosného pobřeží.
Britská část získala nezávislost v roce 1957 a vznikla z ní Ghana. Království Dagbon má dodnes specifické tradiční postavení s vlastními vládci a zvyklostmi.